# Miliardari per caso - L'invenzione di Facebook: una storia di soldi, sesso, genio e tradimento
Miliardari per caso. L'invenzione di Facebook: una storia di soldi, sesso, genio e tradimento è un libro del 2009 di Ben Mezrich sulla fondazione di Facebook, adattato da Aaron Sorkin per il film del 2010 The Social Network. Il co-fondatore Eduardo Saverin è stato il principale consulente di Mezrich, anche se ha rifiutato di parlare con lui mentre il libro era in fase di ricerca. Dopo che Zuckerberg e Saverin hanno risolto la loro causa, Saverin ha interrotto i contatti con l'autore.

## Fonti
Ben Mezrich sostiene che il libro non è un'opera di fantasia nonostante il suo stile narrativo di scrittura. Alcune delle sue fonti sono le sue conversazioni con il co-fondatore di Facebook Eduardo Saverin e i documenti del tribunale messi a sua disposizione a causa di "tutti questi ragazzi del college che si sono fatti causa a vicenda".

## Trama
La storia inizia nelle settimane che precedono il lancio di "thefacebook.com" ad Harvard. Eduardo Saverin, scelto come protagonista, ha stretto amicizia con Mark Zuckerberg ed entrambi lottano per l'accettazione sociale: Saverin entrando a far parte di un club finale, Zuckerberg creando un sito Web in cui le ragazze possono essere classificate in base al loro aspetto. L'acrobazia di Zuckerberg, sebbene di successo, lo mette in contrasto con il consiglio di amministrazione di Harvard e ha fatto arrabbiare numerosi gruppi di donne del campus e singole studentesse. Un articolo sull'incidente in The Harvard Crimson viene notato da tre anziani di Harvard: i fratelli gemelli Cameron e Tyler Winklevoss e Divya Narendra, che stanno cercando di lanciare un sito di incontri ad Harvard. Il trio si avvicina a Zuckerberg, convincendolo a unirsi all'impresa. Zuckerberg, tuttavia, ritiene che il loro sito non abbia quello che pensa sia l'approccio giusto e inizia a sviluppare Facebook con l'aiuto finanziario di Saverin e la programmazione dei coinquilini di Zuckerberg.
Una volta lanciato thefacebook.com, diventa un successo immediato nel campus. Dopo aver scoperto cosa ha fatto Zuckerberg, i Winklevosses e Narendra sono infuriati e chiedono consiglio legale all'avvocato del padre. La storia racconta poi la mutevole relazione tra Saverin e Zuckerberg, che hanno visioni diverse per Facebook.
Mentre la prima metà del libro è incentrata sul campus dell'Università di Harvard e si concentra sulla vita universitaria, la seconda metà è incentrata sulla parte commerciale di Facebook e sul trasferimento di Zuckerberg nella Silicon Valley. Il creatore di Napster Sean Parker si inserisce nella vita di Zuckerberg, diventando presto un mentore di Zuckerberg che lo guida verso i venture capitalist della Silicon Valley e altri attori del settore. Saverin, dopo essersi laureato ad Harvard, continua a sentirsi messo da parte da Parker, che secondo lui non ha la migliore influenza su Zuckerberg e lo sta sostituendo per importanza per l'avanzamento di Facebook. Il libro non fornisce una conclusione poiché, secondo l'autore, le questioni erano ancora oggetto di controversia in tribunale.

## Adattamento cinematografico
La Columbia Pictures ha pubblicato un adattamento cinematografico del libro nel 2010 intitolato The Social Network. Diretto da David Fincher con la sceneggiatura scritta da Aaron Sorkin, il film è interpretato da Jesse Eisenberg, Andrew Garfield, Armie Hammer e Justin Timberlake. La sceneggiatura di Sorkin ha vinto l'Oscar per la migliore sceneggiatura adattata.